# Xenodasyidae
Famille
Les Xenodasyidae sont une famille de gastrotriches.

## Liste des genres
Selon World Register of Marine Species (22 juin 2025) :
- Chordodasiopsis Todaro, Guidi, Leasi & Tongiorgi, 2006
- Xenodasys Swedmark, 1967

## Systématique
Cette famille a été décrite en 2006 par Todaro (d), Guidi (d), Leasi (d) et Tongiorgi (d).

## Publication originale
- (en) Todaro, Guidi, Leasi et Tongiorgi, « Morphology of Xenodasys (Gastrotricha): the first species from the Mediterranean Sea and the establishment of Chordodasiopsis gen. nov. and Xenodasyidae fam. nov. », Journal of the Marine Biological Association of the United Kingdom, 2006, vol. 86, no 5, p. 1005-1015.